# Désymétrisation
La désymétrisation en stéréochimie est la modification d'une molécule qui se traduit par la perte d'un ou plusieurs éléments de symétrie, comme celles qui donnent lieu à l'apparition de chiralité (perte d'un miroir plan, d'un centre d'inversion ou d'un axe de rotation inverse, etc.), comme dans la conversion d'une entité moléculaire prochirale en une chirale.

## Exemples
Un exemple est la transformation du cis-3,5-diacétoxycyclopentène en son monoacétate. Lors de cette réaction, le plan de symétrie du précurseur est perdu et le produit est asymétrique. La désymétrisation en elle-même n'est habituellement pas considérée comme utile. En revanche, une désymétrisation énantiosélective conduit à l'un des énantiomères et est donc intéressante. Cette transformation particulière peut mettre en jeu une enzyme cholinestérase.